# Destruktor
Destruktor v računalniškem programiranju je metoda razreda, ki je avtomatsko klicana s strani prevajalnika v trenutku, ko je objekt uničen. Koda v destruktorju je tipično uporabljena za sproščanje rezerviranih virov, ki jih je objekto potreboval za svoje delovanje (npr. spomin, zaklepi ...).
Pogosta je napačna interpretacija, da "destruktor uniči objekt". Destruktor bo dejansko klican šele, ko se je uničenje objekta že začelo (v C++ uničenje sproži prevajalnik, v C# pa garbage kolektor). Pravilno bi bilo torej reči "destruktor je zadnja stvar, ki jo bo objekt naredil".